# Бинсвангерова болест
Бинсвангерова болест или Бинсвангерова супкортикална артериосклеротска енцефалопатија је врста васкуларне деменције узрокована оштећењем беле мождане маса. Болест је 1894. године, као хронични и прогресивни субкортикални енцефалитис, први описао Ото Бинсвангер, истакнути немачки неуропатолог и учитељ Алојза Алцхајмера и Франца Нисла, да би 1902. године Алцхајмер након што је Бинсвангеровом открићу додао патолошки налаз који потврђује и сажима његове идеје и хипотезу, за ову болест предложио епоним — Бинсвангерова болест.
Болест се испољава променљивом клиничком сликом, која укључује измену когнитивних функција и понашања, сметње памћења, егзекутивних и визуоспацијалних функција и измењен говор. Клиничка слика се развија постепено, уз повремену стабилизацију болести.
У неуролошком налазу доминирају псеудобулбарна парализа, пирамидални знаци и поремећаји ходања, а могући су и епилептички напади. На магнетној резонанци мозга уочавају се екстензивне ЛБМ у виду конфлуентних лезија и мултиплих лакунарних исхемија.
Бинсвангерова болест се сматра хетерогеним ентитетом чије су одлике сличне обележјима субкортикалне исхемијске леукоенцефалопатије, која је без патохистолошке, клиничке, или неурорадиолошке специфичности. Могуће је и акутно погоршање болести као последица лакунарног можданог удара с новом хемипарезом. 

## Историја
Ото Бинсвангер је, 1894. године први тврдио да атрофија мозга узрокована васкуларном инсуфицијенцијом може довести до деменције. Он је те године и описао пацијента са поступно напредујућом деменцијом и знацима: субкортикалне атрофије беле мождане масе, увећањем вентрикула, афазијом и хемипарезом. Он је ову болест назвао хронични и прогресивни субкортикални енцефалитис. Како Бинсвагнер није имао никаквих микроскопских доказа о променама у можданим структурама, многи његови савременици нису веровали његовим открићима и мислили су да је сифилис главни узрок оштећења мозга, а не васкуларна инсуфицијенција. Тек кад је 1902. Алцхајмер потврдио Бинсвангерову хипотезу патолошким налазом, болест је добила своје име — Бинсвангерова болест.
Иако је крајем 19. века интензивно проучавана васкуларна деменција, научници су око 1910. године сврстали Бинсвангерову болест заједно са другим субкортикалним и кортикалним деменцијама, сумирајући их све као сенилну деменцију, без обзира на ранија истраживања и напоре да се она одвоји од других деменција. 
Тек је 1962. године, Ј. Олсзевски објавио свеобухватан литерарни преглед којим је покрио сву доступну литературу о Бинсвангеровој болести, и дошао до закључка да су неке информација нетачне, и да су неки од испитаних пацијената патили од неуропсихичких болести или других врста деменције, а не од Бинсвангерове болести. Упркос пронађеним грешкама, Олсзевкси је закључио да је Бинсвангерова болест нека врста церебралне атеросклерозе. 
Године 1974. поново је уведен појам мултиинфарктна деменције и све васкуларне деменције су тада груписане у једну категорију. Тако су настали специфични називи подтипова васкуларне деменције, укључујући и Бинсвангерову болест. 
Тако је било све до 1992. године, све док центар за Алцхајмерову болест није креирао специфичне критеријуме познате као Хачинисова исхемијска скала, која је постала стандард у дијагностици мулти-инфарктне или васкуларне деменције. 
Однос према Бинсвангеровој болести промењен је тек након појаве магнетне резонантне томографије и ЦТ мозга, које су потврдили општу природу промена беле материје у мозгу код пацијената са артеријском хипертензијом и знацима прогресивне деменције. 
Потешкоће у разликовању Бинсвангерове болести утицале су на то да је ова болест много година погрешно дијагностикована као Алцхајмерова болест, па се дуго година уназад није знала њена тачна инциденција. Тренутно се болест сматра широко распрострањеном, и све више публикација посвећено је истраживању Бинсвангерове болести.

## Клиничка слика
Симптоми и знаци у клиничкој слици Бинсвангерове болести изазвани су поремећајем субкортикалних неуронских веза које контролишу извршно когнитивно функционисање, попут:
- краткорочног памћења,
- организације,
- расположења,
- пажње,
- спобности да се делују или доносе одлуке,
- одговарајућег понашања.

Најкарактеристичнији симптом у Бинсвангеровој болести је психомоторна спорост - повећање времена које је потребно, на пример, да прсти претворе мисао у слова на комаду папира.
Остали симптоми укључују:
- заборавност (али не тако озбиљна као заборавност код Алцхајмерове болести),
- промене у говору,
- нестабилан ход.
- неспретност или чести падови,
- промене у личности или расположењу (најчешће у облику апатије, раздражљивости и депресије ),
- уринарни симптоми (попут инконтиненције) који нису узроковани уролошким болестима.

## Дијагноза
Дијагноза Бинсвангерове болести се поставља на основу анамнезе, клиничке слике, ЦТ и МРИ мозга. 
Основа за дијагнозу је клиничка слика деменција, потврђена резултатима неуропсихолошке студије, односно комбинације од најмање два знака карактеристична за Бинсвангерову болест. Међу овим карактеристикама су:
- присуство системске васкуларне болести (симптоматска или есенцијална хипертензија, инфаркт миокарда, срчане аритмије, шећерна болест итд.)
- присуство неуролошких поремећаја (поремећаји ходања, спастична мокраћна бешика, уринарна инконтиненција);
- присуство церебралне васкуларне патологије (историја можданог удара, фокусни неуролошки симптоми).

## Диференцијална дијагноза
Диференцијално дијагностички Бинсвангерову болест треба разликовати од Алцхајмерове болести, и том смислу у диференцијалној дијагнози према исхемијског скали Хачинског треба узети у обзир:
- постепени или нагли почетак болести,
- прогресивне или корак по корак промене,
- озбиљности поремећаја личности у присуству или одсуству депресивних поремећаја.
- емоционалну нестабилност,
- артеријску хипертензију, атеросклерозу,
- мождани удар и неуролошке поремећаје.

## Терапија
План лечења Бинсвангерове болести израђује се строго индивидуално за сваког пацијента појединачно. При томе се узима у обзир фаза и карактеристике тока основне болести, озбиљност неуролошких, емоционалних и интелектуалних поремећаја. Терапија заснована на корекцији емоционалног стања и побољшању когнитивнеих функција, може бити етиопатогенетска и/или симптоматска. 
Због мултифакторијалности болести лечење треба да спроводе примарно неуролог и психијатар у сарадњи са физиотерапеутом, кардиологом, ендокринологом и другим стручњацима (у зависности од патолошке основе болести).
Како за сада не постоји специфична терапија за лечење васкуларне деменције, а болест се у већини случајева јавља заједно са Алцхајмеровом деменцијом, доказано је да употреба лекова који се користе у лечењу ове деменције, попут донепезила може помоћи и код лечења Бинсвангеровеа болести. Донепезил повећава ацетилхолин у мозгу преко инхибитора холин естеразе који деактивира ензим који разлаже ацетилхолин, што пацијентима са Алцхајмеровом и Бинсвангером болешћу помаже да се поврате нормални нивои неуротрансмитера у мозгу. Овај лек може побољшати памћење, свесност и способност функционисања.
Како је у основи болести најчешће повећан крвни притиска, важан задатак терапије је његова нормализација, у распону од 120/80 mmHg, водећи рачуна о томе да хипотензија може допринети погоршању абнормалности. 
Да би се побољшале когнитивне функције, у терапији се користе и инхибитори МАО, антиоксиданти, неуротрофици, стабилизатори мембрана и антихолинестераза.
Ако се на време не предузме медицинско лечење, болест ће се и даље погоршавати са старењем пацијента због сталне атрофије беле мождане масе.

## Прогноза
Бинсвангерова болест је прогресивна болест, која за сада нема лека. Промене могу бити изненадне или постепене, а затим више година болест напредује постепено. 
Бинсвангерове болест често може бити удружена са Алцхајмеровом болести. 
Понашање које успорава прогресију високог крвног притиска, шећерне болести и атеросклерозе - као што је конзумирање здраве исхране и одржавање здравог распореда одмора и сна, физичко вежбање, престанак пушење дувана или пијење превише алкохола може успорити напредовање Бинсвангерове болести.